# Eman Markovic
Eman Markovic (* 8. Mai 1999 in Flekkefjord) ist ein bosnischstämmiger norwegischer Fußballspieler.

## Sportlicher Werdegang
Markovic begann mit dem Fußballspielen beim Lyngdal IL, 2015 wechselte er in den Nachwuchsbereich von Molde FK. Hier avancierte der Stürmer zum norwegischen Juniorennationalspieler. Ehe er in die Wettkampfmannschaft des Klubs aufrückte, wechselte er Anfang Juni 2018 nach Bosnien und Herzegowina zum amtierenden Meister HŠK Zrinjski Mostar und unterzeichnete einen Zwei-Jahres-Kontrakt. Dabei verpasste er den Saisonauftakt aufgrund seiner Teilnahme an der U-19-Europameisterschaft 2018, bei der die norwegische U-19-Auswahlmannschaft zwar als Gruppendritter frühzeitig ausschied, damit aber in einem Play-off-Spiel um die Teilnahme an der U-20-Weltmeisterschaft 2019 antreten durfte. Beim die WM-Teilnahme bedeutenden 3:0-Erfolg über EM-Titelverteidiger England gehörte er mit dem Treffer zum 2:0-Zwischenstand neben Erik Botheim und Jens Petter Hauge zu den Torschützen. Für seinen neuen Klub debütierte er anschließend am 5. August 2018 bei einer 0:2-Auswärtsniederlage beim FK Željezničar Sarajevo nach einem Doppelpack von Sulejman Krpić in der Premijer Liga, Trainer Ante Miše wechselte ihn für Ognjen Todorović ein. Im weiteren Saisonverlauf lief er unregelmäßig auf und erzielte beim 1:0-Erfolg über den FK Krupa am 19. Spieltag in seinem siebten Ligaspiel sein erstes Profitor. Mit insgesamt 13 Saisoneinsätzen – davon achtmal in der Startformation – trug er zur Vizemeisterschaft hinter dem FK Sarajevo bei. Dabei fehlte er im Saisonschlussspurt aufgrund der im Mai startenden U-20-Weltmeisterschaft 2019 erneut, da Juniorenauswahltrainer Pål Arne Johansen ihn erneut berief. Er bestritt alle drei Gruppenspiele, erneut war als Gruppendritter das Turnier vorzeitig beendet. Beim abschließenden 12:0-Sieg der U-20-Nationalelf gegen Honduras erzielte er ein Tor, mit neun Treffern in diesem Spiel krönte sich Mannschaftskamerad Erling Haaland zum Turniertorschützenkönig.
Im Juli 2019 löste Markovic seinen Vertrag mit dem HŠK Zrinjski Mostar einvernehmlich vorzeitig auf. Wenige Wochen später unterzeichnete er einen langfristigen Vertrag beim norwegischen Klub Start Kristiansand, der sich bis Ende 2023 erstreckte. Für den Zweitligisten bestritt er bis Ende des Jahres acht Spiele in der 1. Division, als Tabellendritter im Endklassement der Spielzeit 2019 trat er mit dem Vorjahresabsteiger in der Relegation an. Unter Trainer Jóhannes Harðarson stand er dabei in allen drei Spielen auf dem Platz, als aufgrund der Auswärtstorregel nach einem 2:1-Hinspielsieg gegen Lillestrøm SK durch eine 3:4-Niederlage trotz zwischenzeitlichem 0:4-Rückstand – Martin Ramsland erzielte zwischen der 76. und 82. Spielminute einen Hattrick – der Wiederaufstieg gelang. Zum Saisonauftakt der Spielzeit 2020 erzielte er beim 2:2-Remis gegen Strømsgodset IF sein erstes Ligator für den neuen Klub – es sollte trotz 28 Saisoneinsätzen sein einziger Treffer für den Klub in der Eliteserien bleiben. Am Saisonende belegte er mit der Mannschaft um Jesper Daland, Kevin Kabran, Eirik Schulze und Eirik Wichne den vorletzten Platz, gegenüber dem auf dem Relegationsplatz liegenden Mjøndalen IF wies sie bei gleicher Punktzahl die um vier Tore schlechtere Tordifferenz auf. Er blieb dem Klub in der zweiten Liga treu und avancierte zum regelmäßigen Torschützen. Mit 16 Treffern in 30 Spielen war er vereinsintern bester Torschütze und platzierte sich dem 24-fach erfolgreichen Torschützenkönig Oscar Aga sowie Sigurd Hauso Haugen und Elias Hoff an vierter Stelle der Torschützenliste der Liga. Als Tabellenneunter platzierte sich der Absteiger jedoch weit entfernt von den Aufstiegsrängen.
Im Februar 2022 zog es Markovic erneut ins Ausland, beim schwedischen Klub IFK Norrköping unterzeichnete der Stürmer einen Vier-Jahres-Vertrag. Unter Trainer Rikard Norling gehörte er als Stammkraft regelmäßig zum Kader. Während der Saison 2024 war er an den Eliteserien-Klub Sandefjord Fotball ausgeliehen.
Markovics Brüder Adi und Omar Markovic spielen ebenfalls Fußball. Omar lief dabei für Start Kristiansand ebenfalls zeitweise im Profibereich auf, zudem war er bosnischer Juniorennationalspieler.